# Florbal Mladá Boleslav
Florbal Mladá Boleslav ist ein tschechischer Unihockeyverein aus der Stadt Mladá Boleslav.

## Geschichte
In seiner heutigen Form entstand der Verein im Jahr 2003 durch den Zusammenschluss des 1999 gegründeten FbK Mladá Boleslav und des 1998 gegründeten Sokol Mladá Boleslav. Zunächst nahm der Club an der zweithöchsten tschechischen Liga teil.
2004 gelang dem neuen Verein der Aufstieg in die Extraliga. In den Jahren 2006, 2008, 2010 und 2014 wurde die Mannschaft jeweils in der nationalen Meisterschaft Dritter. 2014 gewann Mladá Boleslav den Tschechischen Pokal zum ersten Mal. Im darauffolgenden Jahr gelang dem Verein der Cupsieg erneut. Nach dem erfolglosen Jahr 2014/15 übernahm Jan Pazdera das Amt von Jan Zahalka.
Die Saison 2016/17 verlief für Mladá Boleslav äußerst erfolgreich. Die Mannschaft von Trainer Jan Pazdera unterlag in 22 Meisterschaftspartien lediglich ein Mal und konnte den tschechischen Cup gewinnen.

## Erfolge
- 3 × Tschechischer Meister: 2018, 2021 und 2022
- 3 × Tschechischer Vizemeister: 2015, 2017 und 2019
- 3 × Tschechischer Pokalsieger: 2014, 2015, 2017

## Trainer
(Ohne Interimstrainer)
- 2004–2006 Aleš Tůma
- 2006–2007 Karel Vancl
- 2007–2008 Jaromír Blažek
- 2008–2011 Jiří Stožický
- 2011–2012 Štěpán Motejzík
- 2012–2014 Tomáš Janeček
- 2014–2015 Jan Zahalka
- 2015–jetzt Jan Pazdera